# Ammonioborite
La ammonioborite è un minerale.